# Alex Blackwell
Alexandra Joy Blackwell (* 31. August 1983 in Wagga Wagga, Australien) ist eine ehemalige australische Cricketspielerin, die zwischen 2003 und 2017 für die australische Nationalmannschaft spielte.

## Kindheit und Ausbildung
Blackwell hat eine Zwillingsschwester Kate Blackwell, die ebenfalls für Australien spielte.

## Aktive Karriere

### Anfänge in der Nationalmannschaft
Blackwell gab ihr Debüt im nationalen australischen Cricket für New South Wales in der Saison 2001/02. Nachdem sie in der folgenden Saison überzeugen konnte, gab sie im Januar 2003 ihr WODI-Debüt bei einem Vier-Nationen-Turnier in Neuseeland gegen England. Kurz darauf folgte in der WTest-Serie gegen England auch in diesem Format ihr Debüt. Im zweiten Spiel der Serie erreichte sie mit 58 Runs ihr erstes internationales Fifty. Es dauerte, bis sie sich im Nationalteam etablieren konnte, doch wurde sie für den Women’s Cricket World Cup 2005 nominiert. Hier gelang ihr gegen Neuseeland ein Fifty über 53 Runs. Im September folgte ihr WTwenty20-Debüt in England. In der Saison 2005/06 konnte die in der WODI-Serie gegen Indien ein Fifty über 63* Runs erzielen. Im Juli 2006 verletzte sie sich am Knie und musste mehrere Monate aussetzen. Ihr erstes internationales Century gelang ihr mit 101 Runs aus 159 Bällen im Februar 2008 in den WODIs gegen England, wofür sie als Spielerin des Spiels ausgezeichnet wurde. Im weiteren Verlauf der Serie konnte sie ein weiteres Fifty (61 Runs) erreichen. Daran schloss sich eine weitere WODI-Serie in Neuseeland an, wo ihr zwei weitere Fifties (62 und 91 Runs) gelangen.
Die Saison 2008/09 begann mit einer Tour gegen Indien, wobei ihr nach einem Fifty im ersten WODI ein Century über 106* Runs aus 145 Bällen im vierten Spiel der Serie gelang. Nach einem weiteren Fifty über 65 Runs im letzten Spiel, wurde sie beim 5–0-Seriensieg als Spielerin der Serie ausgezeichnet. Im neuen Jahr erreichte sie in der Vorbereitung für die kommende Weltmeisterschaft ein Fifty über 59 Runs in Neuseeland. Beim Women’s Cricket World Cup 2009 war ihre beste Leistung dann ein Fifty über 54 Runs gegen Indien. Damit verpassten sie das Finale und wurden letztendlich Vierter. Beim ICC Women’s World Twenty20 2009, der ersten Weltmeisterschaft im WTwenty20-Format, erreichte sie gegen Südafrika 40* Runs, womit sie den halbfinaleinzug sicherte, wo man dann an Gastgeber England scheiterte. Bei der darauf folgenden Ashes-Series gegen England gelang ihr im WTwest ein Fifty über 68 Runs, was nicht ausreichte, um die Serie zu sichern.

### Gewinn mehrerer Weltmeisterschaften
Im Februar 2010 gelang es ihr in der WODI-Serie gegen Neuseeland zwei Fifties (51 und 92 Runs) zu erzielen. Beim ICC Women’s World Twenty20 2010 konnte sie mit 61 Runs im Halbfinale gegen Indien den Finaleinzug sichern und wurde dafür als Spielerin des Spiels ausgezeichnet. Im Finale setzte sich das Team dann gegen Neuseeland durch. Bei der Ashes-Series gegen England im Januar 2011 fügte sie ein Fifty über 74 Runs zum Sieg im WTest hinzu. In der Saison 2011 erreichte sie gegen Neuseeland ein Fifty über 51 Runs im dritten WODI. Daran schloss sich ein Vier-Nationen-Turnier in England an, wobei ihr gegen den Gastgeber ein Fifty über 54* Runs gelangen, wofür sie als Spielerin des Spiels ausgezeichnet wurde. In der Saison 2011/12 erreichte sie zunächst gegen Neuseeland ein Fifty (50* Runs), bevor ihr ein weiteres (81 Runs) in Indien gelang. Ihre beste Leistung beim ICC Women’s World Twenty20 2012 in Sri lanka waren 27 Runs gegen England in der Vorrunde, wobei sie später das Turnier für sich entscheiden konnten. Auch beim Women’s Cricket World Cup 2013 war sie Teil des Teams, wobei ihr in der Super-Six-Runde als beste Leistung 45 Runs bei der Niederlage gegen die West Indies gelangen. Kurz darauf trafen sie erneut auf die West Indies im Finale und konnten sich dieses Mal durchsetzen um erneut die Weltmeisterschaft zu gewinnen.
Im WTest der Tour in England im August 2013 konnte sie mit 54 Runs abermals ein Fifty beisteuern. Beim Gegenbesuch der englischen Mannschaft im Januar 2014 konnte sie drei Fifties in den WODIs (82*, 56 und 51 Runs) erzielen. Im März folgte die ICC Women’s World Twenty20 2014 in Bangladesch, wo sie als beste Leistung im Eröffnungs-Spiel gegen Neuseeland 31 Runs erreichte. Auch hier konnte sich das Team für das Finale qualifizieren und gegen England die Weltmeisterschaft sichern. Im Juli 2015 gelangen ihr in England 58 Runs in der WODI-Serie gegen England. Im Februar erreichte sie gegen Indien zur Eröffnung der WODI-Serie ein Century über 114 Runs aus 112 Bälle, wofür sie ausgezeichnet wurde. Im dritten Spiel der Serie konnte sie dann einw eiteres Fifty (60 Runs) beisteuern. Dies gelang ihr ebenso in der folgenden Serie in Neuseeland (50* Runs). Daraufhin folgte der ICC Women’s World Twenty20 2016, wo sie gegen Südafrika unter anderem 42* Run erzielte. Auch hier erreichte das team das Finale, scheiterte dort jedoch an den West Indies.

### Karriereende
Im September 2016 erreichte sie in Sri Lanka ein Fifty über 56* Runs in den WODIs. Zum Ende der Saison konnte sie ein weiteres (65 Runs) in Neuseeland erreichen, wofür sie ausgezeichnet wurde. Beim Women’s Cricket World Cup 2017 erzoelte sie bei der Halbfinal-Niederlage gegen Indien ein Fifty über 90 Runs. Ihre letzte Serie im Nationalteam bestritt sie im Oktober 2017 gegen England, wo ihr nochmals ein Fifty über 67* Runs gelangen und sie ausgezeichnet wurde. Zu diesem Zeitpunkt war sie die Spielerin für Australien mit den meisten WODIs. Sie spielte noch weiter als Kapitänin der Sydney Thunder in der Women’s Big Bash League. Im Zuge der Women’s Big Bash League 2019/20 erklärte sie dann ihren Rücktritt von allen Formen des Crickets.

## Persönliches
Blackwell heiratete im Jahr 2015 die englische Cricketspielerin Lynsey Askew.